# احمد گورلین
احمد گورلین (انگلیسی: Ahmet Gürleyen؛ زادهٔ ۲۶ آوریل ۱۹۹۹) بازیکن فوتبال اهل آلمان است.
از باشگاه‌هایی که در آن بازی کرده‌است می‌توان به باشگاه فوتبال ماینتس ۰۵ اشاره کرد.
وی همچنین در تیم‌های ملی فوتبال Turkey national under-19 football team، جوانان آلمان، و زیر ۲۰ سال آلمان بازی کرده‌است.